# Моніліоз

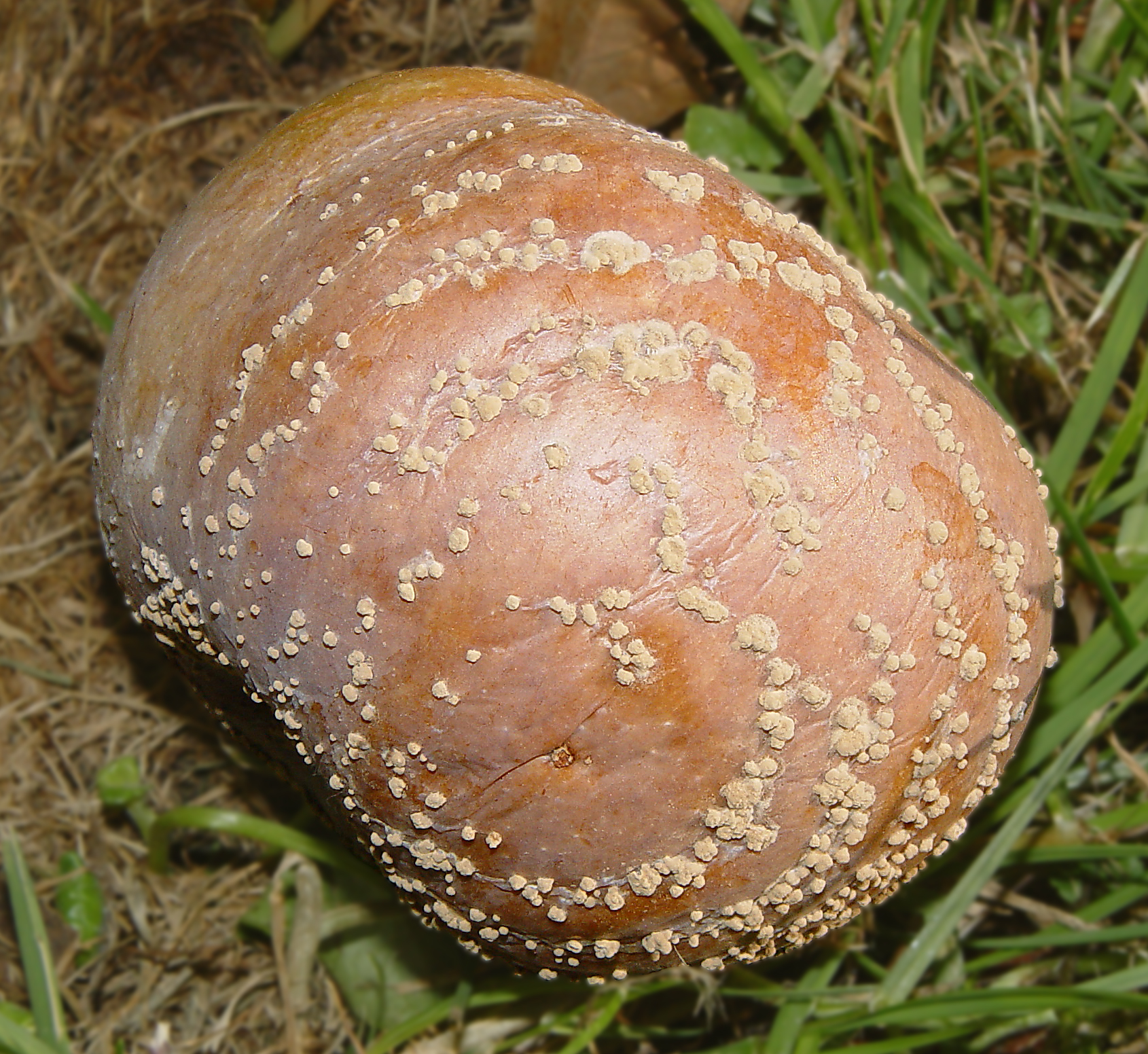
Плід яблуні, зараженої моніліозом

Моніліоз (плодова гниль) — дуже шкідливе грибкове захворювання рослин. Втрати врожаю щорічно становлять 20–30 %, а в окремих господарствах — 50–70 %. Захворювання поширене у Європі, США, Чилі, Південній Африці. Поширюється моніліоз із ушкодженими плодами, але найчастіше з ураженим садивним матеріалом.

## Особливості номенклатури збудника
Збудником моніліозу кісточкових культур є гриб Monilinia laxa порядку Hyphomycetales. Це паразит широкої спеціалізації: здатен уражувати 12 видів дерев (рід Prunus). Це абрикос, персик, вишня, повстяна вишня, слива. Моніліоз вважають однією з найшкодочинніших хвороб цих культур. Лише деякі сорти кісточкових якоюсь мірою стійкі до моніліозу, зокрема, вишня — Анадольська, Шпанка рання та ін.; слива — Ренклод ранній, Угорка звичайна, Персикова та ін.; абрикоса — Червонощока, Нікітська та ін.; персик — Чемпіон ранній, Радянський, Глінка та ін. Іноді кісточкові потерпають від Monilinia fructigena.

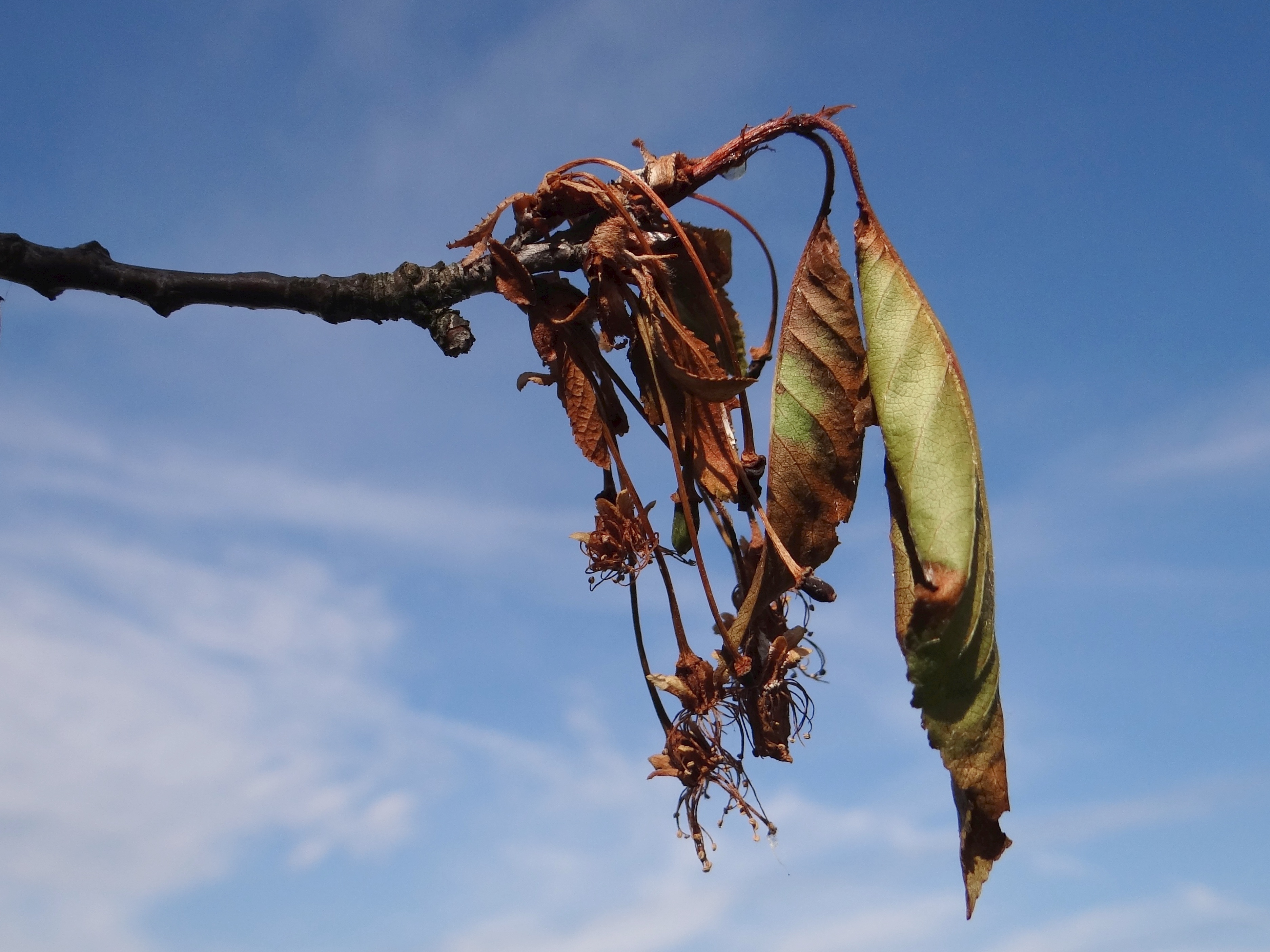
Заражена моніліозом вишня під час цвітіння

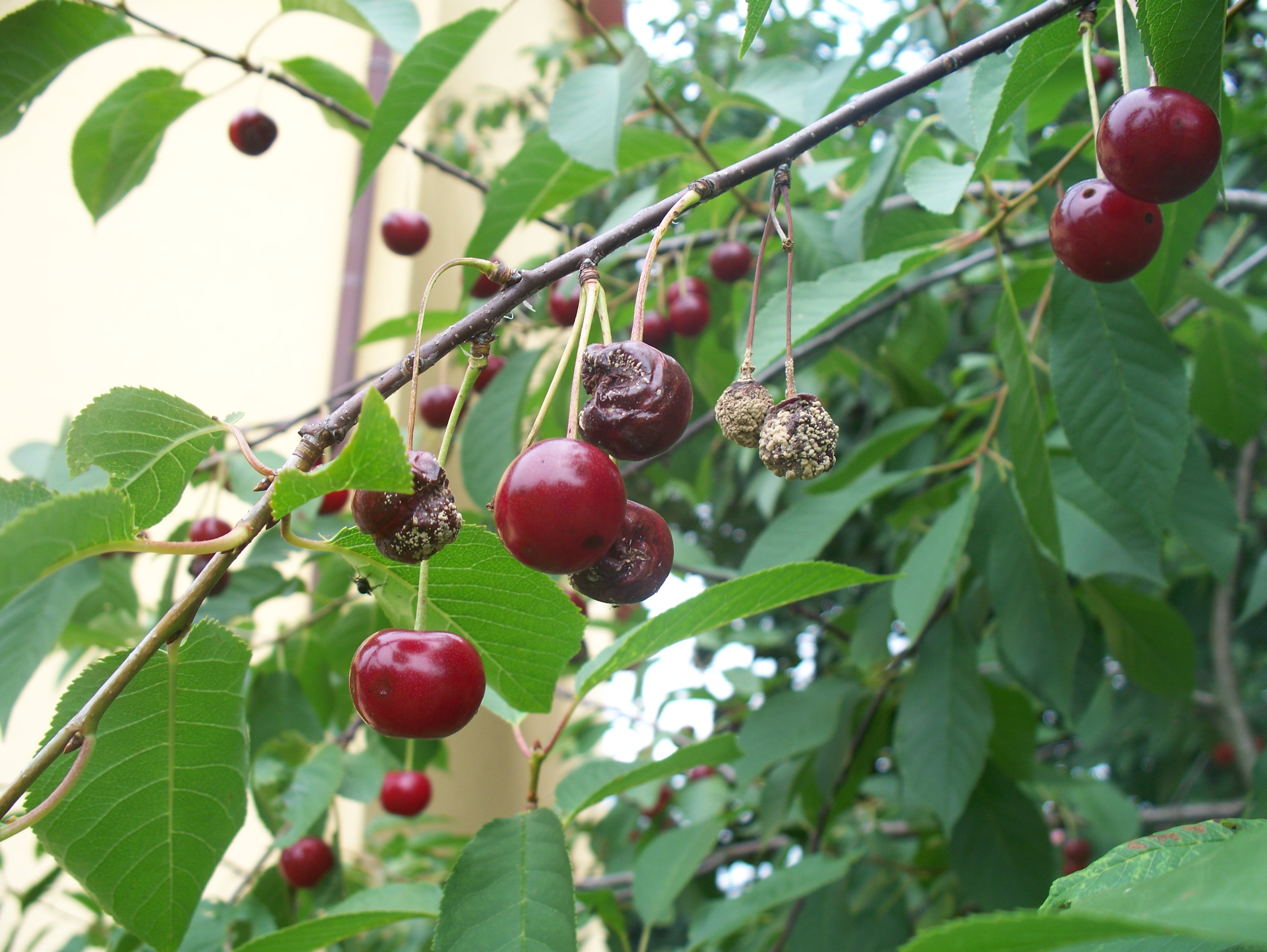
Моніліоз на ягодах вишні

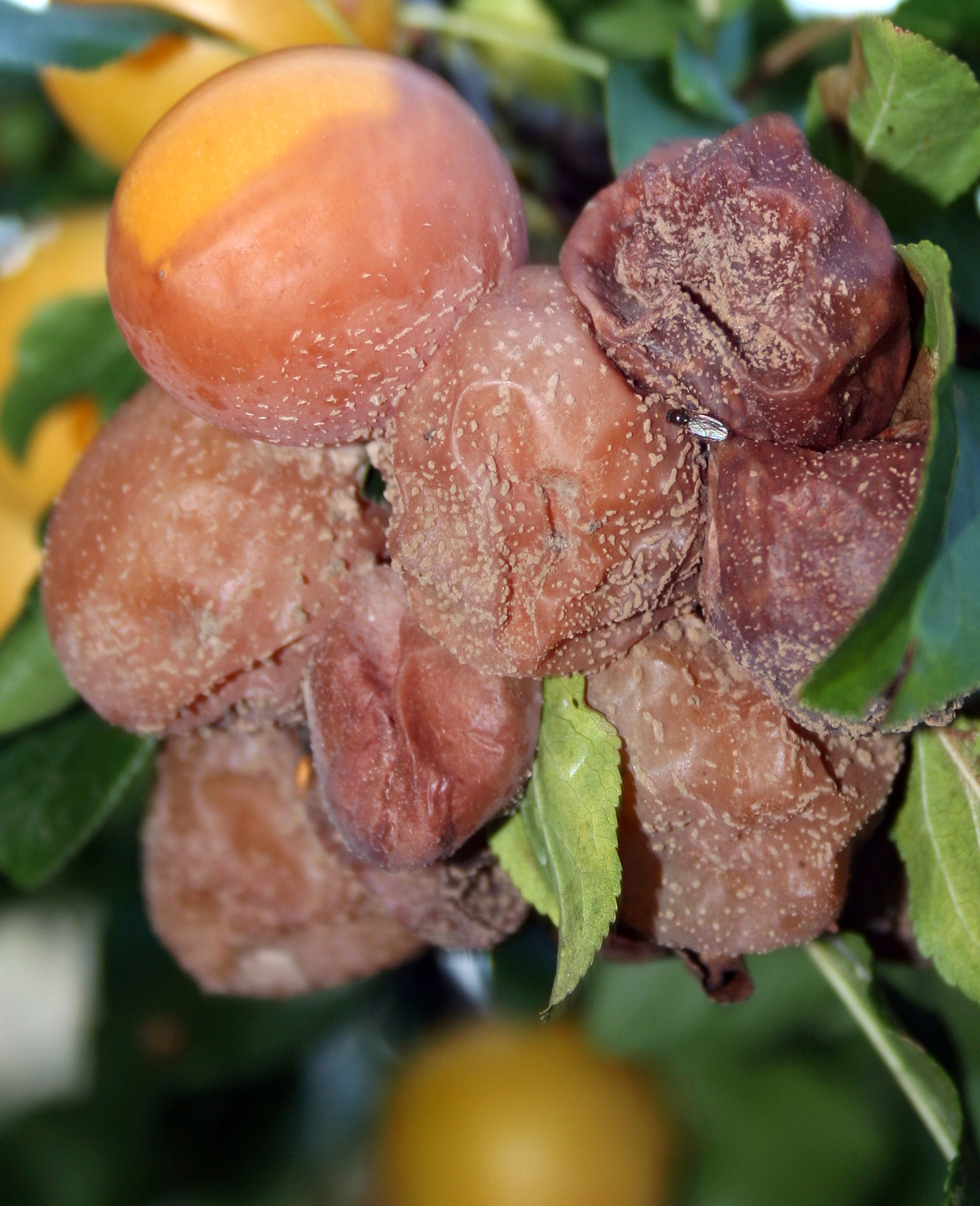
Моніліоз на ягодах сливи

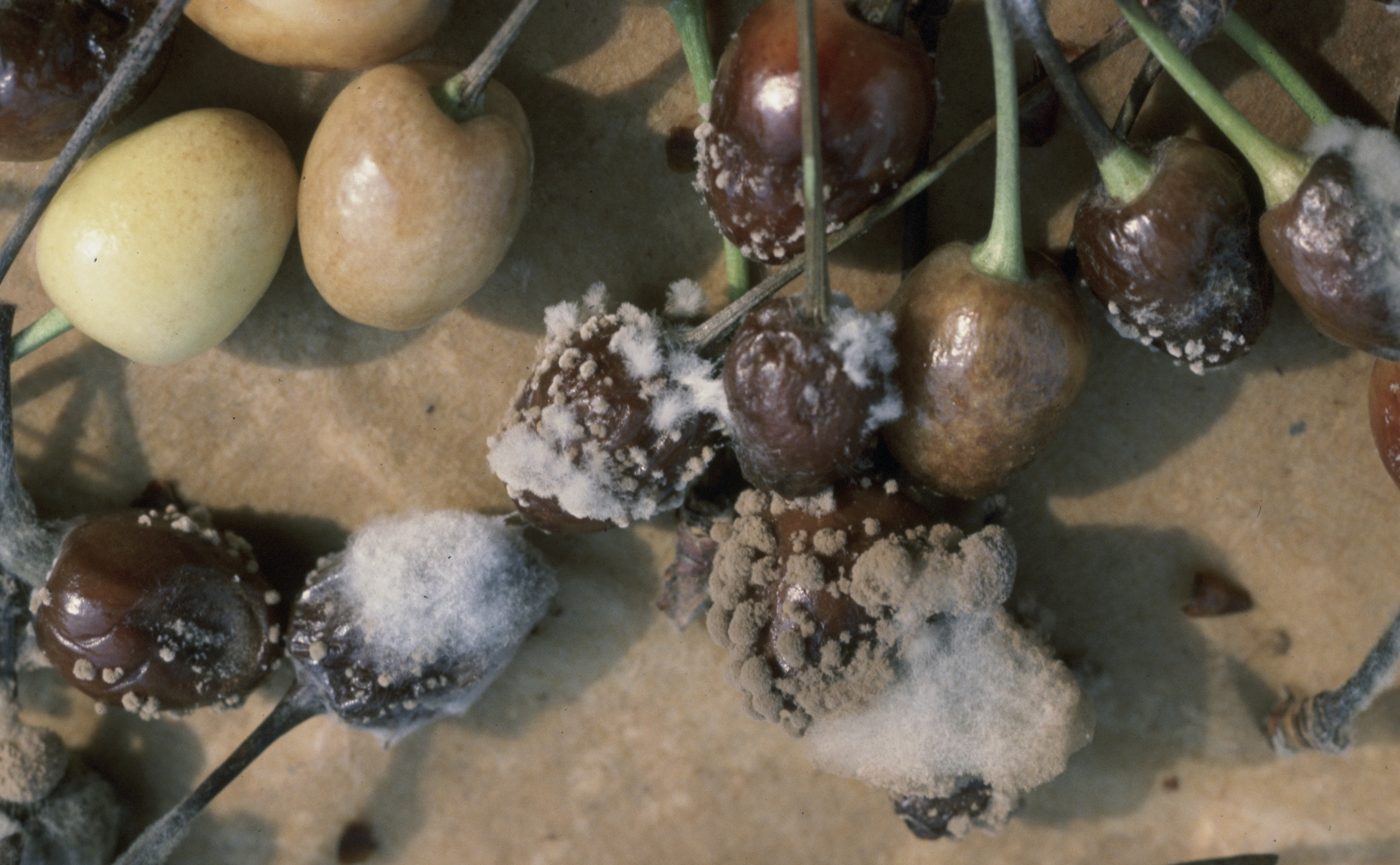
Моніліоз на ягодах черешні

Моніліоз зерняткових культур викликають й інші види грибів. Айву уражує гриб Monilinia cydonia, груші й яблуні — Monilinia fructigena. Проте збитки від моніліозу яблунь і груш значно менші, ніж від моніліозу кісточкових.

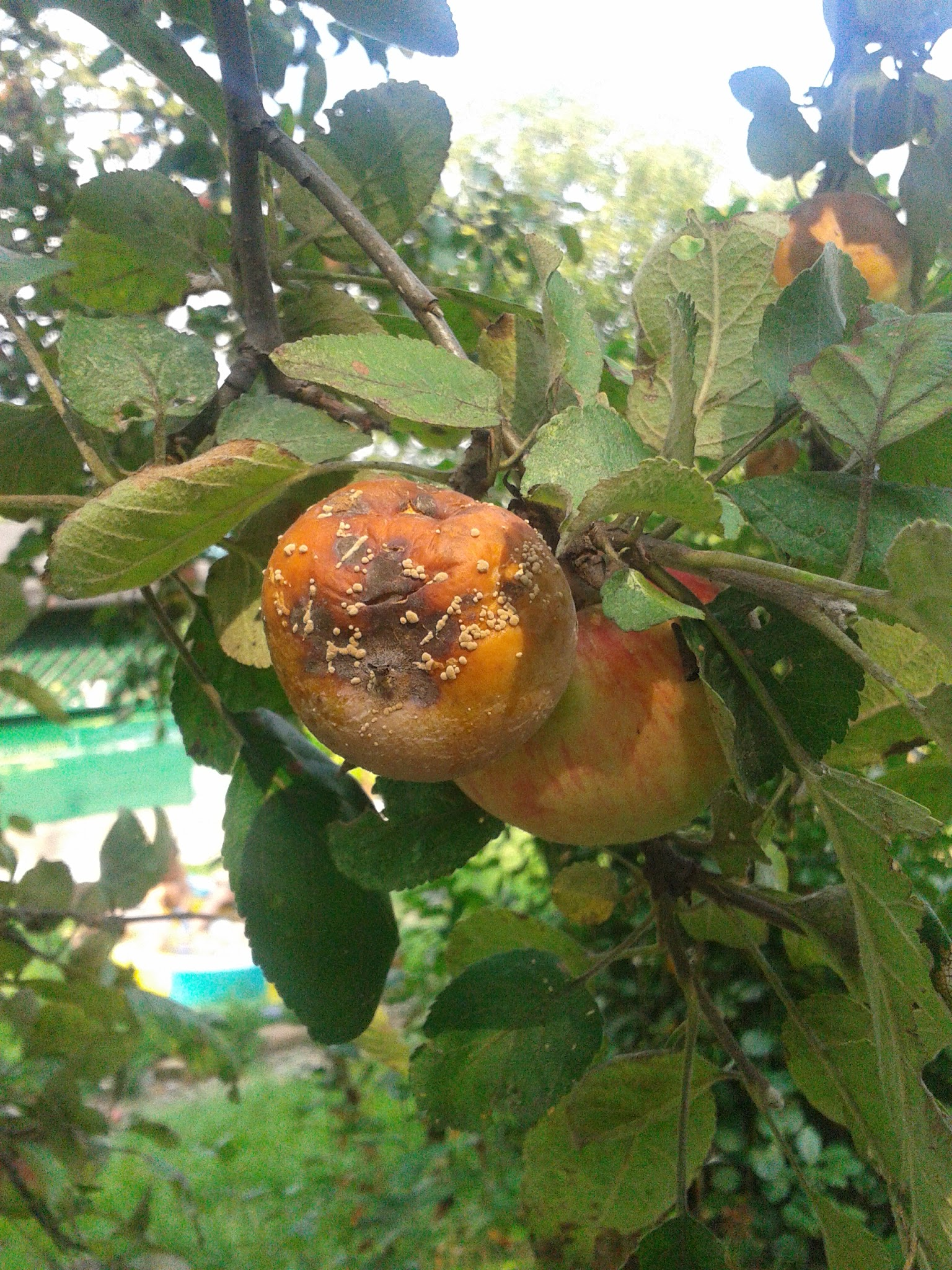
Типове інфікування плодів яблук

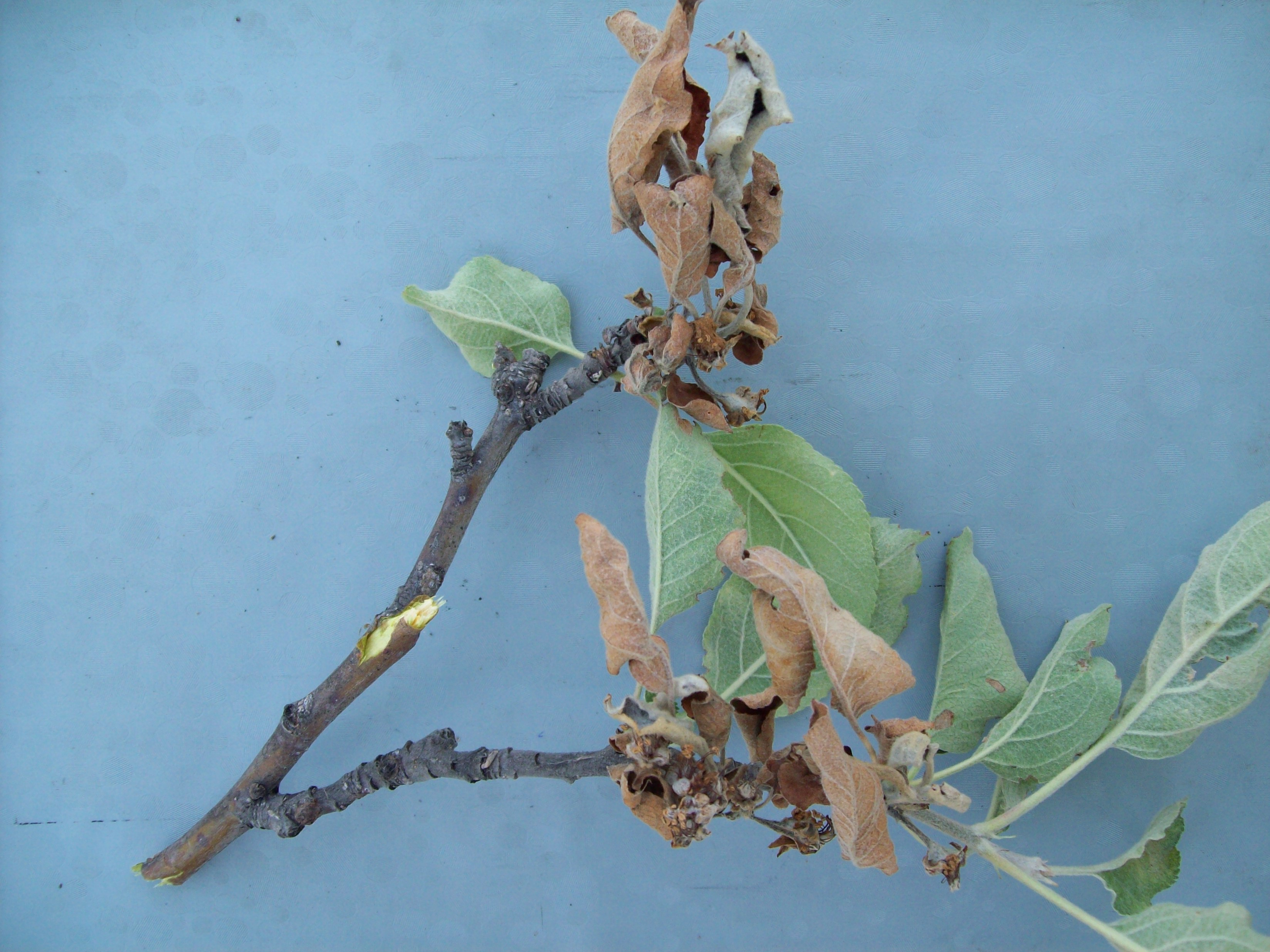
Моніліоз на яблук

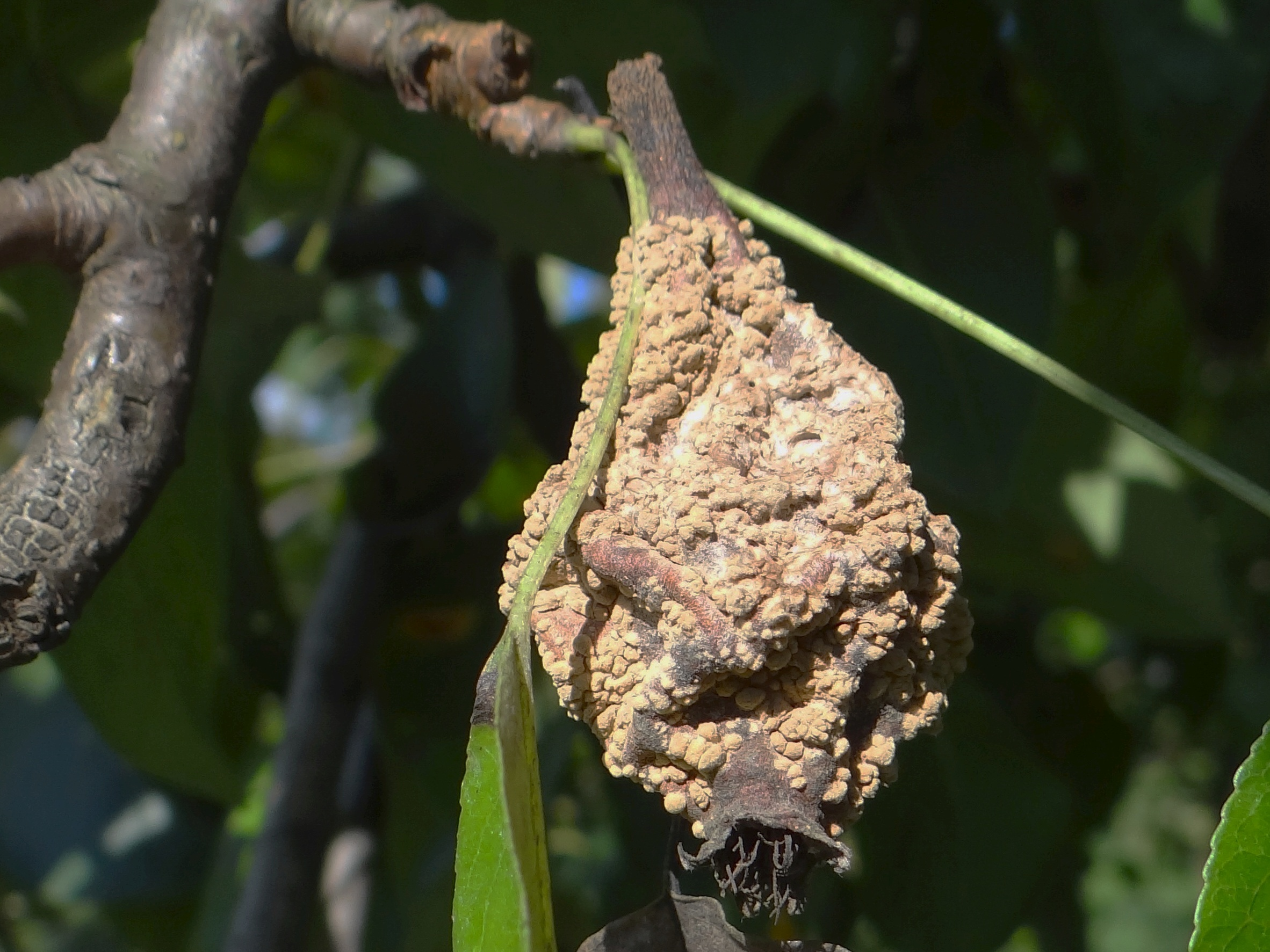
Зараження плодів груші

Моніліоз також може уражувати рослини родини Вересових (Ericaceae), а саме: брусницю (Vaccinium vitis-idaea) — збудник Monilinia urnula; лохину американську або ягідник щитковий (Vaccinium corymbosum) — збудник Monilinia vaccinii-corymbosi.
Чутливими є ще декілька видів родини Розових — різні представники роду Горобини (Sorbus) та їхні гібриди з деякими видами із родів Глід (Crataegus) та Мушмула (Mespilus). Збудник Monilinia ariae уражує сакуру або дрібнопильчасту вишню (Prunus serrulata), широко відому як декоративне дерево.

## Біологія збудника
Збудник зимує в уражених органах рослин, переважно плодах, у вигляді міцелію (грибниці), яка навесні утворює нове конідіальне спороношення. Конідії лимоноподібні, 9,5–12 х 6–10 мкм, але їхній розмір може варіювати залежно від субстрату, на якому вони з'являються, і температурних умов формування. У південних районах країни конідії можуть зимувати досить рідко. Конідії інфікують переважно молоді дерева. Сприятливою для швидкого розвитку моніліозу навесні є прохолодна й волога погода під час цвітіння. Низькі температури затримують фазу цвітіння, а висока вологість (особливо під час дощів і туманів) сприяє швидкому формуванню конідій та їх поширенню. Зараження відбувається під час цвітіння за допомогою вітру та комах. Конідій потрапляє на маточку квітки, а потім через квітконіжку — в гілку. Надалі моніліоз розвивається всередині гілки, дедалі глибше проникаючи у деревину.
Захворювання проявляється протягом усього вегетаційного періоду рослин. Навесні викликає побуріння і засихання квіток, в'янення та засихання молодих листків, відмирання плодових гілочок й однорічних пагонів. Через ураження молодих пагонів моніліоз іще називають «моніліальний опік».
У червні-липні моніліоз уражує плоди. На поверхні плодів з'являються спочатку бурі плями, які згодом розростаються й займають всю поверхню плоду. На них хаотично розташовані дрібні сірі нарости. Ураження М. fructigena проявляється дещо інакше. На ураженій тканині плодів формуються значно більші за розміром жовто-палевого кольору подушечки, що розміщуються концентричними лініями. Плоди зморщуються, муміфікуються і лишаються на дереві до весни. Уражений плід заражує сусідні при доторканні, плоди з восковим нальотом менш уразливі.
Моніліоз небезпечний не лише для врожаю, але й для всього дерева. Моніліальний опік проявляється після цвітіння як несподіване побуріння суцвіть, засихання листя, молодих пагонів і плодових гілок. Уражені гілки стають неначе обпалені, що й зумовило назву. Також моніліальний опік можна сплутати з ушкодженням морозом, що спостерігається під час ранкових приморозків.

## Способи захисту рослин
1.Із агротехнічних заходів ефективні осіння зяблева оранка й обкопування пристовбурних ділянок дерев із заорюванням у ґрунт опалих листків та уражених плодів.
2.Збирання та спалювання восени муміфікованих плодів і опалого листя.
3.Обприскування рослин восени 3%-ним розчином бордоської рідини або 1 % мідного купоросу, хлорокисом міді 0,9 %.
4.У саду, де влітку було помічено ураження моніліозом, навесні проводять фунгіцидні обробки. Перед цвітінням та після нього обприскування від моніліозу можна проводити фунгіцидом у суміші з інсектицидом, позаяк укуси комах сприяють зараженню дерев плодовою гниллю. Боротьбі з комахами-переносниками слід приділити особливу увагу. Сприяють поширенню плодожерки і жуки-казарки. Із інсектицидів для сумісної обробки використовують препарат Актара 25WG, в.г. (Тіаметоксам, 250г/кг) — 1,4г на 10л води.
Нагадуємо, що слід дотримуватися правил змішування пестицидів. Бордоська суміш не сумісна з жодним препаратом, окрім похідних сірки. Сумарна концентрація використаних пестидів, віднесена до максимально допустимої, не має перевищувати 1.
C1/Cmax1 + C2/Cmax2+…+ Cn/Cmaxn ≤ 1.
Cmax — максимально допустима концентрація препарату зазначена на етикетці.
Для приготування робочого розчину із речовин у різних препаративних формах, спочатку змочуваний порошок заливають водою, а потім додають водорозчинний препарат чи концентрат емульсії.
5.Вирізування та спалювання уражених і засохлих пагонів. Обрізування роблять рано навесні, через 8–12 днів після цвітіння. Восени слід обрізати уражені дерева у першу чергу, щоб уникнути вторинного зараження. Обрізуючи гілки варто пам'ятати, що міцелій гриба у гілках просувається від місця зараження догори, тому слід обрізувати нижче місця ушкодження, захоплюючи декілька здорових гілочок. Уникайте механічних ушкоджень здорових тканин, а у разі поранень варто обробити ушкодження садовими варом чи фарбою.
6.У червні-липні моніліоз починає входити у фазу розвитку безпосередньо на плодах. Ознакою моніліозу є загнивання плодів просто на гілках. Такі плоди бажано знімати і знищувати. У період дозрівання плодів боротися з моніліозом засобами хімічного захисту заборонено.
7.Із біопрепаратів фунгіцидної дії проти моніліозу застосовують Фунгістоп (триходермін спори гриба Trichoderma Viride, штам 16 ЦКМ F-59M, р.). Триходерма паразитує на грибі-збуднику та знищує його. Ще можна обробляти біопрепаратом Фітоспорин-М. Біопрепарати придатні до застосування у будь-який час без кореляції зі збиранням плодів.